# The Turn of the Screw (téléfilm, 1974)
Pour plus de détails, voir Fiche technique et Distribution.
The Turn of the Screw est un téléfilm américain de Dan Curtis diffusé le 16 avril 1974 sur ABC et adapté du roman éponyme d'Henry James.

## Synopsis
Une gouvernante anglaise va s'occuper de deux orphelins adorables mais très vite elle va comprendre que les enfants sont terrifiants.

## Fiche technique
- Titre original : The Turn of the Screw
- Titre français : Le Tour d'écrou
- Réalisation : Dan Curtis
- Scénario : William F. Nolan d'après Henry James
- Musique : Bob Corbert
- Genre : Film d'horreur
- Date de première diffusion : 1974

## Distribution
- Lynn Redgrave : Jane
- Jonh Barron : M. Fredick
- Eva Griffiths : Flora
- Jasper Jacob : Miles
- Megs Jenkins : Mme Grose
- James Laurenson : Peter Quint
- Kathryn Leigh Scott : Miss Jessel